# Жутовський Борис Йосифович
Жутовський Борис Йосифович (рос. Жутовский Борис Иосифович; 14 грудня 1932, Москва — 8 березня 2023, там само) — російський радянський художник-абстракціоніст, графік, письменник-мемуарист.

## Життєпис
Народився в Москві.
З кінця 1950-х років  до 1962 навчався в студии Елія Белютіна, російського, московського  художника нонконформіста. Сам закінчив  Московський Поліграфічний інститут, відділення художників книги. Працював у місті Свердловськ по закінченню інституту, повернувся у Москву, де працював художником книги.
Рано прийшов до визнання абстракціонізму, як технології і жанрового різновиду мистецтва живопису. Брав участь в виставковому житті столиці СРСР з 1959 року.  Брав участь в скандально відомій виставці в московському Манежі «30 лет МОСХ», де показав абстрактні композиції. Після відвідин виставки радянським урядом на чолі із генеральним секретарем КПРС М. С. Хрущовим був внесений до «чорних списків» і засуджений до заборони виставляти власні твори. Натомість отримав можливість виставляти власні твори за кордонами СРСР від Гданська до Лос-Анжелеса. Виставкову діяльність в СРСР відновив із 1979 року, але в напівприхованому режимі.
З 1969 року  — член Союзу художників СССР як художник книги. Як член Союзу художників СССР брав участь в багатьох виставках книжкового мистецтва.
Помер 8 березня 2023 року.

## Творчість
Багато працював в галузі абстрактних композицій. Навпаки, у власній графіці дотримувався реалістичних тенденцій, не позбавлених деформацій заради більшої виразності образів.
Автор портретної серії як  відомих, так і пересічних і кримінальних людей, якими рясніла Москва часів зникаючого СРСР та перехідних десятиліть дикого капіталізму в Росії.  Серія графічних портретів сучасників художників отримала назву   «Останні люди імперії»  («Последние люди империи»), декотрих із кого митець знав особисто. Назва серії не авторська, її запропонував письменник Фазіль Іскандер. 2004 року вийшла з друку його книга-альбом портретів и спогадів з тою ж назвою  «Последние люди империи. 101 портрет современников. 1973—2003».

## Серія «Останні люди імперії»
Серію складають оригінали портретів на папері приблизно одного метра заввшки. Кожний з аркушів має монументально відтворене лише обличчя   однієї особи — без рук чи пояснювальних аксесуарів, якихось натяків на фах чи головну справу життя портретованого. Портрети реалічтичні, але не позбавлені виразних деформацій. переважають особи літні, «з біографіями» . Розмаїття зображених викликає гостре зацікавлення та подив, адже серед персонажів - науковці, відомі актори, літератори, робітників НКВС, диссиденти-антирадянщики і представники криміналітету. Серед них  :
- Мікаел Тарівердієв (композитор)
- Белла Ахмадуліна  (поет)
- Булат Окуджава (поет)
- Ернст Неізвєстний (скульптор)
- Борис Слуцький (поет)
- Петро Капіца (науковець)
- Альфред Шнітке (композитор)
- Андрій Сахаров (науковець)
- Юлій Даніель ,диссидент-антирадянщик і письменник
- Судоплатов Павло Анатолійович, робітник НКВС
- злочинець Рома, що мав вісім тюремних ув'язнень
- Аркадій Райкін(актор)
- Зиновій Гердт(актор)
- Натан Ейдельман, письменник, літературознавець
- Микита Хрущов, колишній генсек КПРС
- Ігор Губерман, (поет)

## Серія «Рідня і Батьківщина»
Розпочата праця над новою серією з умовною назвою «Рідня і Батьківщина». Планує створити 150 зображень.